# Marquesado de Cardeñosa
O Marquesado de Cardeñosa é um título nobiliárquico espanhol, criado por Filipe IV de Espanha (Filipe III de Portugal), a 4 de agosto de 1634, a favor de Diego López de Guzmán y Vivanco, Benavides y Lara, senhor de Valtierra e do morgadio de Vivanco, cavaleiro e comendador de duas comendas na Ordem de Santiago, alcaide de Ocaña, e anteriormente visconde de Palenciana, desde 8 de dezembro de 1633.
O atual titular, Juan Antonio de la Puerta y Ferriol (nascido em Málaga, a 16 de setembro de 1987), foi confirmado como 17.º marquês de Cardeñosa, na Espanha, em 30 de abril de 2008.

## Denominação
O nome do título refere-se ao município de Cardeñosa, na atual província de Ávila, Comunidade Autónoma de Castela e Leão, Espanha.

## Titulares
1. Diego López de Guzmán y Vivanco Benavides y Lara (1634-1640)
2. Juan de Guzmán y Vivanco Benavides y Lara (1640-?)
3. María de Guzmán y Ocampo Maldonado
4. Alonso López de Chaves y Guzmán
5. José López de Chaves y Toledo (?-1704)
6. Luisa Teresa López de Chaves Guzmán y Ocampo (1704-1718)
7. Esteban Ordóñez y López de Chaves (1718-1734)
8. Ana Dorotea Ordóñez-Portocarrero de Chaves y Guzmán (1734-1752)
9. Cristóbal Fernández de Córdoba y Ordóñez-Portocarrero (1752-1785)
10. Francisco de Paula Fernández de Córdoba y Venegas de Córdoba (1785-1796)
11. Cristóbal Rafael Fernández de Córdoba y Pérez de Barradas (1797-1833)
12. Cristóbal Fernández de Córdoba y Rojas (1833-1873)
13. Cristóbal Fernández de Córdoba y González de Aguilar (1873-1878)
14. José María de la Puerta y Fernández de Córdoba (1897-1932)
15. José María de la Puerta y Salamanca (1932/1951-2003)
16. José María de la Puerta y Cuello (2005-2006)
17. Juan Antonio de la Puerta y Ferriol (2008-presente)

## Descendência em Portugal
O irmão do 4.º marquês de Cardeñosa, Diego López de Chaves, casou com Inés Pacheco y Osorio e teve descendência em Portugal, através do seu filho Diego de Chaves de Guzmán e sua mulher Inés de Zúñiga, filha de Bernardo de Zúñiga y Aldana e de María de Ovando.
O filho deste casal, D. Pedro de Chaves e Gusmão, foi Fidalgo Cavaleiro com 1$600 réis de moradia por mês, por Alvará de D. Pedro II de 16 de fevereiro de 1693, e comendador da comenda de São Martinho de Moreira de Rei, vaga por morte de Alexandre de Moura, em 15 de junho de 1698. A atribuição dessa comenda foi resultante de uma recomendação do Duque de Medina Sidónia para o rei D. Pedro II, após a paz de 1688 entre Portugal e Espanha, a fim de o monarca português fazer alguma mercê a D. Pedro de Chaves e Gusmão.
D. Pedro de Chaves e Gusmão casou com D. Catarina de Mendonça e Macedo, filha herdeira de José Tavares de Macedo, senhor da Honra de Corgas, cavaleiro da Ordem de Cristo e padroeiro de Santa Maria da Madalena da Covilhã. Por via do seu casamento, herdou assim o senhorio da Honra de Corgas. Tiveram geração, um filho e quatro filhas, das quais duas deixaram descendência:
- D. Antónia Maria de Gusmão, nascida em Santa Maria Madalena da Covilhã em 09.09.1661, tendo casado na mesma freguesia, a 12.11.1679, com Luis de Pina de Aragão. Tiveram uma filha herdeira, D. Luísa Josefa de Gusmão (ou Guzmán) e Zúñiga, senhora da honra de Corgas por mercê de D. João V de 02.05.1715, e padroeira da Igreja Paroquial de Argomil.[7] Casou com Francisco de Albuquerque do Amaral Cardoso, senhor da Casa do Arco de Viseu;[8] com geração, nos senhores dessa casa,[9] na qual se destacaram seu neto, Francisco de Paula de Albuquerque do Amaral Cardoso, governador de Moçambique de 1805 a 1807, e o trineto deste, o escritor António de Albuquerque, que no seu nome completo sempre usou o apelido Guzman (na versão espanhola) ou Gusmão.

- D. Maria Teresa de Gusmão, nascida na Covilhã, tendo casado com Sebastião de Abreu Castelo Branco, senhor dos morgados do Outeiro e Ladário. A neta paterna e herdeira deste casal, D. Rosa Angélica Perpétua de Abreu Castelo Branco e Gusmão[10] (nascida em Sátão, Ladário, onde foi baptizada a 30.04.1732) casou em 8 de setembro de 1760 com Bernardo de Carvalho e Lemos,[11] filho da 19.ª senhora de Bordonhos e neto paterno do 8.º senhor da Trofa,[10] com geração em que seguiria o morgadio do Ladário e o respectivo solar até à trineta por varonia, D. Maria José de Lemos Azevedo. Esta casou, em 1887, com Henrique de Queiroz Pinto de Ataíde e Melo, senhor da quinta e casa do Cruzeiro, em Viseu (era filho de Miguel Pereira Pinto de Queiroz Serpe e Melo Sampaio e de sua mulher e prima, D. Augusta Vaz Guedes de Ataíde Malafaia), com geração nos Queiroz de Ataíde e Lemos, que foram senhores das casas do Ladário e do Cruzeiro, no século XX.[12]